# Publi Metili Sabí Nepot
Publi Metili Sabí Nepot (llatí: Publius Metilius Sabinus Nepos) va ser un magistrat romà del segle i.
Va ser nomenat Cònsol romà l'any 91 i després va ser governador de Britànnia abans de la mort de l'emperador Domicià el 96. Probablement va ser el fundador d'algunes colònies romanes com Colonia Domitiana Lindensium (Lincoln) i Colonia Nervia Glevensium (Gloucester).